# فوندیاریا-سای
فوندیاریا-سای (انگلیسی: Fondiaria-Sai) شرکت خدمات مالی ایتالیایی است، که در سال ۲۰۰۲ تأسیس شد.